# Magalí Sare
Magalí Sesé i Lara, més coneguda pel nom artístic de Magalí Sare, (Barcelona, 28 de juliol de 1991) és una cantant i multiinstrumentista catalana, nascuda en una família de músics. Va obtenir el grau professional de flauta travessera i cant líric al Conservatori Municipal de Sabadell, on també va aprendre piano i percussió. Als dinou anys, va començar el grau superior de flauta clàssica al Conservatori del Liceu, però només en va cursar dos anys. Va decidir abandonar-ho per centrar la seva carrera professional en la música moderna i el jazz.

## Carrera musical
L’any 2012 s'afegeix com a veu soprano al quartet de veus a cappella Quartet Mèlt, amb qui ha fet gires per tot Catalunya i Europa. Amb aquest projecte ha editat dos treballs: Maletes (2016) i Xarrampim! (2017). Són especialment reconeguts per haver estat guanyadors l’any 2015 de la tercera edició del programa Oh Happy Day de TV3.
L'any 2017 es gradua al Conservatori del Liceu en el grau superior de cant jazz, i obté el premi extraordinari del Departament de Jazz. Durant els seus estudis en aquest centre, forma un duet amb el guitarrista Sebastià Gris, amb qui obté dos guardons: el primer premi de jazz del concurs Juventudes Musicales de España, el 2018, i l’any següent, el primer premi Internacional del concurs Suns Europe, de música en llengües minoritàries.
L’abril de 2018 autoedita el seu primer disc com a solista, Cançons d’amor i dimonis (2018). Durant aquest any també treballa amb Clara Peya posant veu al seu disc Estómac alhora que continua formant part del conjunt Quartet Mèlt com a soprano fins al 2021, en que fou finalment substituïda per Carolina Alabau.
L’any 2019 comença a rebre reconeixements: és nominada com a talent emergent als Premis Alícia de l’Acadèmia Catalana de la Música, així com a artista revelació als Premis ARC. A més, el poema de Sònia Moya Desplegar-se queda entre les cinc millors poesies musicades de l’any al concurs Terra i Cultura, amb menció especial de Lluís Llach.
Des d'aleshores, Sare forma part de diferents projectes, inclosos dos duets: un amb el guitarrista Sebastià Gris, amb qui va publicar A boy and a girl (2020), i l'altre amb el contrabaixista establert a Nova York Manel Fortià. A part d’actuar, Magalí Sare també imparteix classes al Taller de Músics de cant modern/jazz i combo al grau superior.

## Discografia
Amb Quartet Mèlt
- Maletes (2016)
- Xarrampim! (2017)

En solitari
- Cançons d’amor i dimonis (2018)
- Esponja (2022)

Altres
- Estómac - Clara Peya (2018), veu de Magalí Sare[7]
- Fang i núvols - Magalí Sare i Manel Fortià (2020)
- A Boy & A Girl - Magalí Sare i Sebastià Gris (2020)
- El disc de la Marató 2022 (2022) - cançó La petita rambla del Poble-sec amb Maruja Limón i Las Migas
- ReTornar - Magalí Sare i Manel Fortià (2023)

## Guardons
- 2017 Premi extraordinari del Departament de Jazz (Conservatori del Liceu)
- 2018 1r premi de Jazz (Juventudes Musicales de España)
- 2019 1r premi Internacional (Suns Europe)